# Haplochthonius chamela
Haplochthonius chamela är en kvalsterart som beskrevs av Sandór Mahunka och Mejía-Recamier 1998. Haplochthonius chamela ingår i släktet Haplochthonius och familjen Haplochthoniidae. Inga underarter finns listade i Catalogue of Life.